# هزاع الهزاع (لاعب كرة قدم)
هزاع الهزاع لاعب كرة قدم سعودي ، يلعب في خط الهجوم.

## مسيرة اللاعب
لعب مع نادي الاتفاق والخليج والصفا ونادي التعاون ونادي الطائي.

## روابط خارجية
- هزاع الهزاع على موقع Soccerway.com (الإنجليزية)